# This Time (canção de Melanie C)
"This Time" é o quarto single da cantora britânica Melanie C para o álbum This Time.

## Informações
Lançado em 12 de outubro de 2007, This Time entrou para uma amarga posição 94 nas rádios do Reino Unido. O teve baixa divulgação, devido à total dedicação de Melanie C com lançamento do novo single das Spice Girls, Headlines (Friendship Never Ends) e os preparativos para a turnê do grupo. 

## Vídeo
O deiretor que trabalhava com Melanie C, Tim Royes, morreu pouco antes da gravação do single, dificultando as gavações. O escolhido para substituir Tim Royes foi Adrian Moat, amigo do diretor. No vídeo Melanie aparece tendo alucinações entre a vida e a morte.

## Formatos
UK Single
1. This Time (Single Version)
2. Understand (Alternative Mix)
3. We Love To Entertain You
4. This Time (Vídeo)

UK Vinyl 7"
1. This Time (Single Version)
2. Understand (Alternative Mix)

## Posições nas paradas
| Chart (2007) | Posição |
| ------------ | ------- |
| Reino Unido  | 94      |
| Portugal     | 12      |
| Itália       | 75      |
| Alemanha     | 69      |
| Áustria      | 55      |